# Nagy Miklós (gépészmérnök)
Nagy Miklós (Kaba, 1932. június 8. – Budapest, 1974. április 29.) magyar gépészmérnök, művelődéspolitikus, művelődésügyi miniszter.

## Élete
A miskolci Nehézipari Műszaki Egyetemen szerszámgépész szakon diplomázott mérnökként 1954-ben, tanulmányai alatt az egyetem Dolgozó Ifjúság Szövetségének (DISZ) titkára volt. 1954-től 56-ig tanársegédként dolgozott a mechanikai tanszéken és az egyetemi MDP bizottságának szervező titkáraként működött. 1957 és 1959 között tanársegéd és a kohómérnöki kar dékáni titkára volt, 1959-től 1963-ig adjunktusként dolgozott. 1957-től az egyetemi MSZMP Végrehajtó Bizottsága tagja és titkárhelyettese. 1963-ban lett az MSZMP Központi Bizottságának (KB) munkatársa, 1970-ben a KB tudományos, közoktatási és kulturális osztályának vezetője lett. 1973-tól 1974-ig művelődésügyi miniszter. Tehetséges szervezőnek és kezdeményezőnek, igényes vezetőnek tartották, a Beszélő szerint „jóindulatú karrierista volt, aki az enyhülés éveiben került a pártközpontba, s közvetíteni próbált a tisztogatók és a kiszemelt áldozatok között, kevés sikerrel”. Az idegei 1974-ben felmondták a szolgálatot, például egy alkalommal a miniszteri iroda perzsaszőnyegén ülve fogadta az értekezletre érkező helyetteseit, akiknek maga mellett, a szőnyegen kínált helyet. Még egy évet sem töltött a minisztérium élén, amikor április 29-én, 41 évesen öngyilkosságot követett el.